# Kovács-Hegedűs László
Kovács-Hegedűs László (Pécs, 1970. január 10. –) magyar publicista, teológus.
A Kaposvári Egyetemen végzett, mint Intézményi Kommunikátor 2005-ben, a budapesti Sola Scriptura Teológiai Főiskolán szerzett Bibliaoktató oklevelet 2009-ben.
Nős (Balog Farkas Elvira 1993), 3 gyermek (Tamara 2001, Rebeka 2004, Flóra 2009) édesapja.

## Újságíróként
Nyomtatott sajtó
1990-től dolgozik a média világába. Pécsett kezdett, ahol kereskedelmi lapoknál dolgozott, majd 1996-tól részt vett az EST Média helyi megalakításában. Először az Esti Pécs szerkesztőségvezetője, majd 1998-tól a Kapos Est alapítójaként, annak lapigazgatója, kiadója 2005 végéig. 
2005-2010 a Helyilapok országos online magazin főszerkesztője.
Ezek után főleg kaposvári lapokban publikál. 2009-től annak megszűntéig a Itthon Magazin kaposvári szerkesztője.
Rádió
1995-től az Ex-Szubjektív, majd a Publikum rádió szerkesztő-műsorvezetője Pécsett, 2000-ben Kaposváron a Somogy Rádióhoz kerül, majd a következő évben a Kapos Rádió műsorvezetője lett.

### Főbb műsorai
Az utolsó szó jogán - közéleti, vallási, kulturális oknyomozó műsor; Állást foglalunk: munkaügyi, társadalmi értékelések, beszélgetések; Madártej: kulturális, könnyűzenei műsor.

## Szociális szakemberként
2007-ben került a gyermekvédelembe. Gyermekfelügyelőként, majd csoportvezető-nevelőként, 2008-tól család- és utógondozóként dolgozik. 2010-től a Zita Közhasznú Egyesület elnöke, 2011-től a Szennai BaBa MaMa Klub Közhasznú Egyesület elnökségi tagja. 